# グリエルモ・エピファーニ
グリエルモ・エピファーニ（イタリア語: Guglielmo Epifani, 1950年3月24日 - 2021年6月7日）は、イタリアの政治家、労働運動家。代議院議員（1期）。民主党書記長（第4代）、イタリア労働総同盟書記長（第7代）を務めた。

## 概要
2002年、イタリア最大の労働組合であるイタリア労働総同盟の書記長に就任。2013年のイタリア総選挙において民主党から出馬、下院議員に当選する。
2013年、総選挙後の混乱でピエル・ルイジ・ベルサーニが書記長を辞任。後継書記長に選出されるも、任期満了に伴う12月の書記長選挙には出馬せず、退任した。
2021年6月7日、71歳で死去。

## 人物
民主党書記長在任中、エンリコ・レッタ政権の連立パートナーである自由の人民のシルヴィオ・ベルルスコーニが脱税事件で有罪判決を受けたときに、政界引退を求めた。